# ۳آبی۱قهوه‌ای
۳آبی۱قهوه‌ای (انگلیسی: 3Blue1Brown) یک کانال یوتیوب است که به مباحث ریاضی می‌پردازد. این کانال را گرانت سندرسون ایجاد کرده است. این کانال بر یاددهی ریاضیات عالی با چشم‌اندازی متمایز تمرکز دارد. موضوعات مورد بررسی آن شامل جبر خطی، حساب، شبکه‌های عصبی، فرضیه ریمان، تبدیل فوریه، چهارگان و توپولوژی می‌شود. از ژوئیه سال ۲۰۲۰، این کانال ۲٫۹۶ میلیون مشترک دارد.

## تاریخ
سندرسون در سال ۲۰۱۵ با اخذ مدرک لیسانس ریاضی از دانشگاه استنفورد فارغ‌التحصیل شد. او در سال‌های ۲۰۱۵ تا ۲۰۱۶ به عنوان بخشی از برنامهٔ محتوا با آکادمی خان همکاری کرد و در آنجا ویدئوها و مقالاتی در مورد حساب چندمتغیره ساخت، پس از آن وی توجه کامل خود را به ۳آبی۱قهوه‌ای معطوف کرد.
۳آبی۱قهوه‌ای به صورت پروژهٔ برنامه‌نویسی شخصی در اوایل سال ۲۰۱۵ آغاز شد. سندرسون در پادکست Showmakers توضیح داد که می‌خواهد روی مهارت‌های کد نویسی خود تمرین کند و تصمیم گرفت کتابخانه ای گرافیکی در پایتون ایجاد کند که این تصمیم سرانجام به پروژهٔ منبع باز "Manim" (مخفف mathematical animations) منجر شد. برای رسیدن به هدفی برای این پروژه، وی تصمیم گرفت ویدئویی به وسیلهٔ آن کتابخانه ایجاد کند و در یوتیوب بارگذاری کند. در ۴ مارس ۲۰۱۵، او اولین فیلم خود را بارگذاری کرد؛ و از آن پس شروع به انتشار فیلم‌های بیشتری کرد و ابزارهای گرافیکی را بهبود داد.

## فیلم‌ها
فیلم‌های 3Blue1Brown در مورد تجسم ریاضی از جمله ریاضیات محض مانند نظریه اعداد و توپولوژی و همین‌طور کاربردی در دانش کامپیوتر و فیزیک وجود دارد. تصاویر عمدتاً توسط Manim، تولید می‌شود (هر چند گاهی اوقات تصاویری با نرم‌افزارهای دیگر مانند Grapher از مک‌اواس ترسیم می‌شوند). در شروع دنیاگیری کروناویروس، این کانال یک سری سخنرانی تحت عنوان ریاضی در دوران خانه نشینی "Lockdown Math" با هدف آموزش دانش آموزانی که از خانه یادمی‌گیرند، به‌طور زنده پخش می‌کرد.
این کانال با چند کانال آموزشی دیگر در یوتیوب همکاری کرده است، از جمله فیلم‌هایی با مینت فیزیکس در مورد فیزیک کوانتومی و حرکت مداری. و پروژه‌هایی با کانال‌های: شماره شماره , Smarter Every Day , فیزیکس گرل، و Stand-up Maths. فیلم‌های این کانال در پاپیولر مکانیکس ، ای‌بی‌سی نیوز، و Quanta Magazine نمایش داده شده است.
سندرسون در پادکست‌هایی مثل پادکست شماره شماره حضور دارد، همچنین در پادکست‌های لکس فریدمن، Art of Problem Solving , Siraj RAVAL , و Showmakers. سندرسون میزبان پادکست خود به نام " Ben, Ben and Blue" با بن استنهاگ و یوتیوبر بن ایستر بود.

## سخنرانی‌ها
در اوت سال ۲۰۱۹، سندرسون سخنرانی ای با عنوان انضمام پیش از انتزاع را در ODSC هند ایراد کرد. این سخنرانی اصولی که او سعی می‌کند از آن پیروی کند تا ریاضیات را در دسترس قرار دهد تشریح می‌کند.

در ژانویه سال ۲۰۲۰، ساندرسون در سخنرانی عصری با گرانت سندرسون به میزبانی دفتر سخنرانان استنفورد شرکت کرد. سندرسون دیدگاه خود در بارهٔ مشغول شدن به ریاضی را ارائه داد:به جای اولویت قرار دادن سودمندی، او بر عواطف، شگفتی و تخیل تأکید می‌کند. هدف او، «آوردن زندگی به ریاضیات» با کمک تصاویر، گرافیک‌ها و انیمیشن‌ها است. 
 "وقتی مردم به داستان نویسی مشغول می‌شوند، کسی نمی‌پرسد ،" کجا قراره ازش استفاده کنم؟ " [. .] همان کاری که داستان نویسی برای مردم انجام می‌دهد، ریاضی هم می‌تواند انجام دهد. " 
 گرانت  در ۹ فوریهٔ ۲۰۲۰ سخنرانی ای در TEDx با عنوان آنچه افراد را به ریاضی مشغول می‌کند، ایراد کرد. فیلم ۲۰ دقیقه ای ای از سخنرانی، در روز پی همان سال در یوتیوب بارگذاری شد.